# Lars Brandau
Lars Brandau (* 27. November 1965 in Hannover) ist ein Verbands- und Kommunikationsmanager. Er organisierte die Gründung des Deutschen Derivate Forums.

## Leben
Brandau ist Geschäftsführer des Deutschen Derivate Verbands e.V. Er vertritt in dieser Funktion auch die deutschen Interessen in verschiedenen Arbeitskreisen auf europäischer Ebene. Im November 2007 übernahm er zunächst die Geschäftsführung des Deutschen Derivate Forums. 
Nach dem Abitur an der Lutherschule Hannover und Wehrdienst studierte er an der Leibniz Universität Hannover und machte sein Prädikatsexamen in Politik und Germanistik.  
Beruflich begann er zunächst beim Hörfunk, erst als freier Mitarbeiter bei Radio FFN, danach als Redakteur beim Norddeutschen Rundfunk in Hannover und Hamburg. Von 1992 bis 2007 arbeitete er als Redakteur, Reporter, Chef vom Dienst und Chefmoderator beim Nachrichtensender n-tv in Berlin und Köln und war dort an allen senderelevanten Formaten führend tätig. Brandau moderierte die Bundestagswahl 1998, die Wahl des deutschen Bundespräsidenten 1999 und die Präsidentschaftswahl in den Vereinigten Staaten 2000. Von 2001 bis 2003 präsentierte er die Wirtschaftssendung „Telebörse“ und war seit Oktober 2003 Nachrichtenmoderator. Als Reporter berichtete er aus dem Kosovo, Afghanistan, Israel, den USA, Canada sowie aus zahlreichen europäischen Metropolen. Seit Juli 2004 Chefmoderator von n-tv, moderierte er die Nachrichten zur Hauptsendezeit, das Umfragemagazin „n-tv forsa“ und verschiedene Sondersendungen. Im Herbst 2007 wechselte er ins Verbandsgeschäft. Lars Brandau hat eine Tochter und lebt in Frankfurt am Main.